# Плажа (филм)
Плажа је југословенски телевизијски филм из 1980. године. Режирао га је Бранко Милошевић а сценарио је написао Властимир Радовановић.

## Улоге
| Глумац                  | Улога |
| ----------------------- | ----- |
| Бранко Ђурић            |       |
| Миња Стевовић Филиповић |       |
| Мирољуб Лешо            |       |
| Богољуб Петровић        |       |
| Боро Стјепановић        |       |
| Велимир Животић         |       |